# Adam Driver
Pour les articles homonymes, voir Driver.
Adam Driver est un acteur américain, né le 19 novembre 1983 à Fontana (Californie).
Révélé notamment par son rôle d'Adam Sackler dans la série Girls, il s'impose rapidement comme un des nouveaux acteurs phares du paysage hollywoodien durant les années 2010 en incarnant Kylo Ren dans les films de la franchise Star Wars : Le Réveil de la Force, Les Derniers Jedi et L'Ascension de Skywalker puis en devenant la tête d'affiche de films plus indépendants comme Marriage Story, Silence, Annette, ou encore Megalopolis en 2024.
Il a collaboré avec de nombreux réalisateurs : Martin Scorsese, Noah Baumbach, Steven Spielberg, Clint Eastwood, Joel et Ethan Coen, Spike Lee, Francis Ford Coppola et le réalisateur français Leos Carax.
En 2014, il obtient la Coupe Volpi du meilleur acteur à la Mostra de Venise. En 2019, Adam Driver obtient sa première nomination aux Oscars dans la catégorie : meilleur acteur dans un second rôle pour le film BlacKkKlansman : J'ai infiltré le Ku Klux Klan avant d'en décrocher une nouvelle, cette fois comme meilleur acteur, pour le drame Marriage Story. Il a reçu trois nominations aux Goldens Globes.
En 2022, il décroche une nomination au César du meilleur acteur pour son rôle d'Henry McHenry dans la comédie musicale Annette de Leos Carax, ce qui fait de lui le second Américain après Adrien Brody à s'imposer pour le prix.

## Biographie

### 1983 - 2011: Jeunesse et débuts
Adam Driver est le fils de Nancy (Needham) Wright, originaire de l'Indiana, et de Joe Driver, pasteur baptiste originaire de l'Arkansas. Son beau-père, Rodney Wright, qui l'a élevé, est également un pasteur baptiste. Après les attentats du 11 septembre 2001, il rejoint les United States Marine Corps. Après deux ans de service à Camp Pendleton en Californie, il est démobilisé pour raison médicale — une blessure au sternum lors d'un accident de VTT — trois mois avant que son unité ne parte pour l'Irak,.
Il rejoint alors l'université d'Indianapolis pour un an puis part étudier le théâtre à la Juilliard School à New York de 2005 à 2009. Il enchaîne ensuite les auditions et apparaît dans un épisode des séries policières The Unusuals, New York, police judiciaire et New York, unité spéciale. Il évolue aussi dans deux productions HBO : d'abord le pilote de la série The Wonderful Maladys avec Sarah Michelle Gellar, qui n'est pas commandé, et le téléfilm La Vérité sur Jack avec Al Pacino, diffusé en 2010.
En 2011, il apparaît pour la première fois sur grand écran dans le biopic J. Edgar, réalisé par Clint Eastwood.

### 2012 - 2013: Révélation télévisuelle et cinématographique

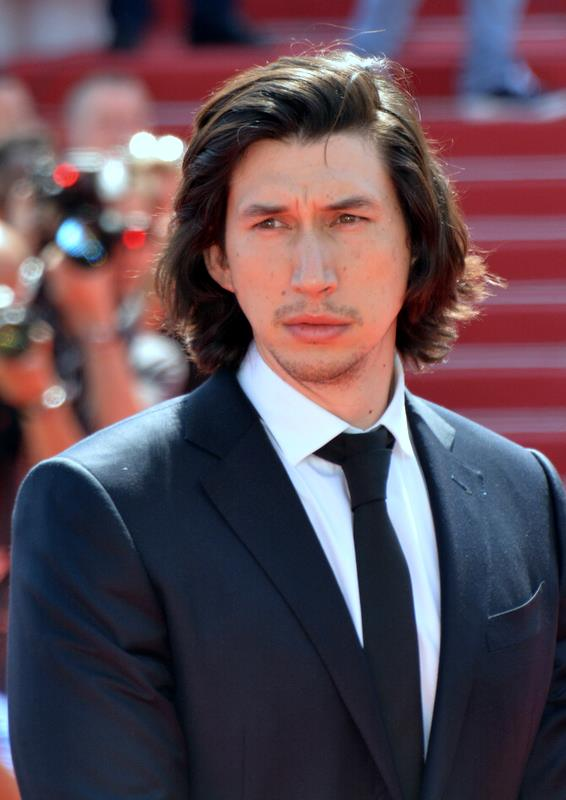
Adam Driver au festival de Cannes 2016.

Mais c'est l'année 2012 qui le révèle au grand public : après des rôles plus importants dans des films indépendants (la comédie Gayby, de Jonathan Lisecki et le drame Not Waving But Drowning de Devyn Waitt), il fait partie de la distribution d'un autre biopic hollywoodien, Lincoln de Steven Spielberg, et participe à Frances Ha de Noah Baumbach. Enfin, il se voit confier un rôle principal dans une nouvelle série télévisée, Girls. Le programme connait une couverture médiatique très importante, et son interprétation de l'inquiétant Adam Sackler attire l'attention.
En 2013 il fait ainsi face à Mia Wasikowska pour le biopic australo-américain Tracks de John Curran. Il incarne également un personnage secondaire dans Inside Llewyn Davis de Joel et Ethan Coen. Parallèlement, il joue les meilleurs amis pour la romance Et (beaucoup) plus si affinités de Michael Dowse et dans le drame suédois Bluebird écrit et réalisé par Lance Edmands.

### 2014 - 2018: Tête d'affiche

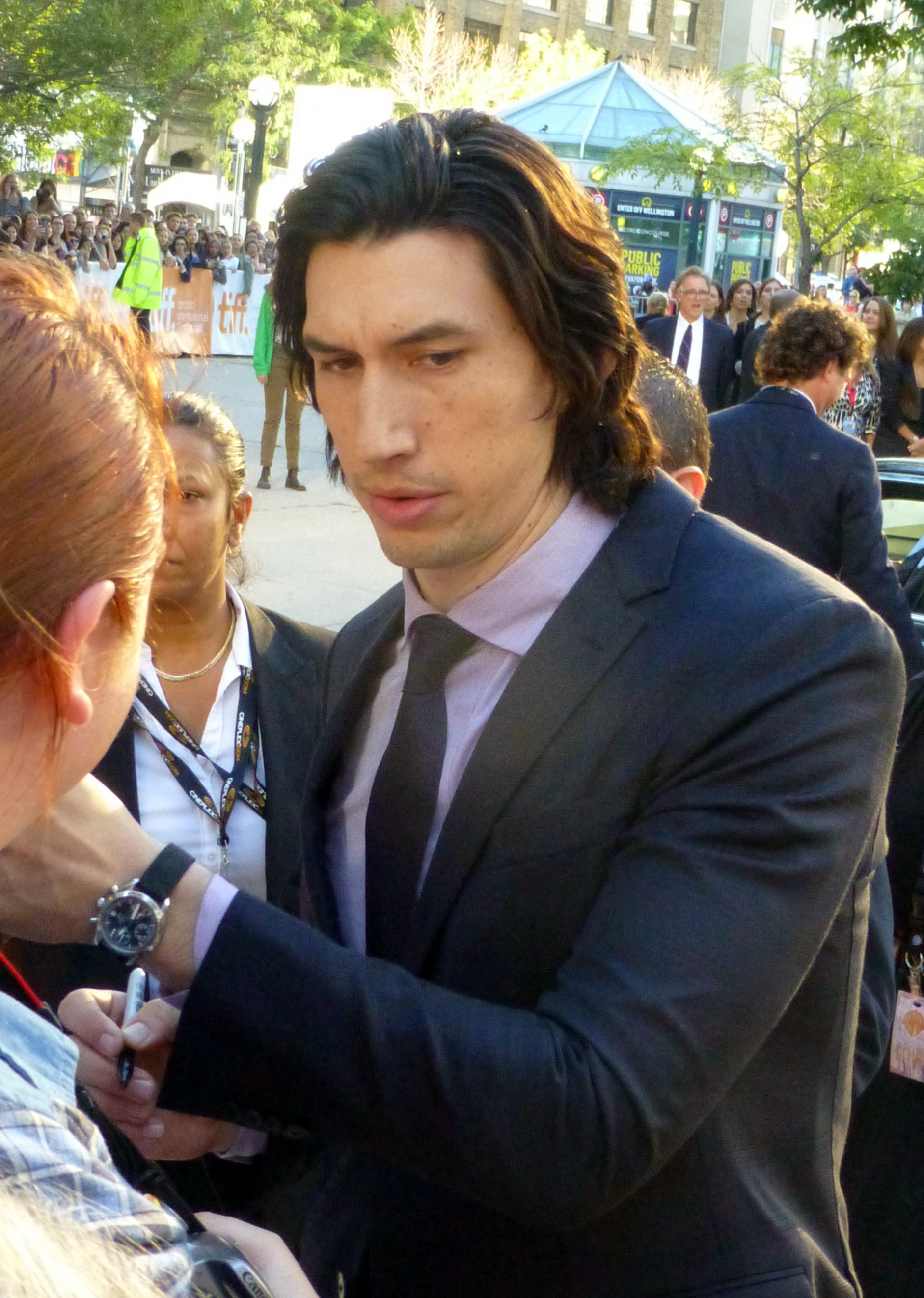
L'acteur à la première de C'est ici qu'on se quitte, au TIFF 2014.

En 2014, alors que la saison 3 de Girls est en cours de diffusion, il passe aux premiers rôles au cinéma : d'abord en tenant le premier rôle masculin du thriller indépendant Hungry Hearts, écrit et réalisé par Saverio Costanzo, puis en retrouvant Noah Baumbach qui réalise son premier film hollywoodien, While We're Young. Adam Driver y fait face à Ben Stiller et à Naomi Watts. Enfin, il fait partie de la distribution principale de la comédie dramatique C'est ici qu'on se quitte, pour laquelle le réalisateur Shawn Levy réunit plusieurs révélations télévisuelles — Jason Bateman, Tina Fey, Rose Byrne, Connie Britton ou encore Timothy Olyphant.
Cette même année, il obtient la Coupe Volpi du meilleur acteur à la Mostra de Venise 2014, tout en tournant son premier blockbuster. Il a en effet été choisi pour incarner Kylo Ren, dans Star Wars, épisode VII : Le Réveil de la Force, coécrit et réalisé par J. J. Abrams, rôle qu'il reprend dans Star Wars, épisode VIII : Les Derniers Jedi, écrit et réalisé par Rian Johnson en 2017.
Parallèlement, il s'investit dans d'autres projets sous la direction de cinéastes réputés, en faisant partie du casting du thriller de science-fiction Midnight Special, de Jeff Nichols ; en partageant avec Andrew Garfield l'affiche du drame historique Silence de Martin Scorsese et en étant la tête d'affiche de la romance Paterson de Jim Jarmusch. Il y joue un chauffeur de bus, également poète amateur.
Fin d'année 2016 il boucle le tournage de la sixième et dernière saison de Girls, diffusée début 2017. Il a alors fini de tourner ses scènes du polar Logan Lucky, qui marque le retour de Steven Soderbergh au cinéma.
En 2018 il interprète l'un des rôles principaux du film BlacKkKlansman : J'ai infiltré le Ku Klux Klan, réalisé par Spike Lee. Il y joue le personnage de Flip Zimmerman, un policier d'origine juive infiltrant le Ku Klux Klan. Ce rôle lui vaut sa première nomination aux Oscars et aux Golden Globes.

### Depuis 2019: Entre ascension et confirmation
En 2019, Adam Driver gagne en popularité avec le drame social Marriage Story, produit et diffusé sur la plateforme de streaming américaine Netflix. Il incarne l’époux de Scarlett Johanson en plein divorce. Souvent comparé dans ses critiques à un autre classique, Kramer contre Kramer, en raison de leurs thématiques similaires, le film connaît un véritable succès commercial et public. Il permet au comédien d’obtenir sa seconde nomination aux Oscars et sa première dans la catégorie « meilleur acteur » ainsi qu’aux Goldens Globes et aux BAFTA. L’année suivante, il apparaît dans le blockbuster Star Wars, épisode IX : L'Ascension de Skywalker de J.J. Abrams ou il croise le chemin de Lin-Manuel Miranda, le temps d’un caméo furtif.
Deux ans plus tard, l'acteur est à l'affiche de trois films. Il s’essaye d’abord au genre de la comédie musicale avec Annette, du réalisateur français Leos Carax, dans lequel il joue un comédien de stand-up dont la carrière s’essouffle et qui se verra accusé de violences conjugales. Ce film lui permet de tourner pour la première fois aux côtés de l’actrice française Marion Cotillard qui joue son épouse. Présenté en ouverture du Festival de Cannes 2021, Annette reçoit le Prix de la mise en scène. Le film est nommé 15 fois aux César du cinéma, faisant du film la comédie musicale française la plus plébiscitée par l’Académie du cinéma après Une Chambre en Ville de Jacques Demy. Le comédien y décroche une nomination au César du meilleur acteur, devenant ainsi le 2e acteur américain à être nommé pour ce prix après Adrien Brody, en 2002. Cependant, la réception critique est mitigée.
Il apparaît ensuite dans deux films signés par le réalisateur britannique Ridley Scott. Le premier film est Le Dernier Duel, dans lequel il interprète le chevalier français Jacques le Gris accusé de viol en 1386, aux côtés de Matt Damon, Ben Affleck et Jodie Comer. Le second est le biopic House of Gucci dans lequel il incarne le cofondateur de la marque de mode italienne assassiné par son épouse : Maurizio Gucci. La chanteuse Lady Gaga, dont c’est le deuxième rôle au cinéma, joue son épouse, et l'acteur donne la réplique à Jared Leto, Al Pacino, Jeremy Irons et Camille Cottin, qui joue sa maîtresse. Malgré des scores plutôt honorables lors de leurs sorties en salles, les critiques sont décevantes.
En 2022, il retrouve le réalisateur Noah Baumbach à l'occasion du film d'horreur White Noise dans lequel il interprète le mari de l'actrice et réalisatrice Greta Gerwig. Distribué par Netflix, le film est un nouvel échec. Cependant, les critiques françaises sont majoritairement positives. L'année suivante, il est la tête d'affiche d'un film d'action à petit budget 65 : La Terre d'avant mais son année est surtout marquer par son rôle de premier plan dans le film biographique Ferrari de Michael Mann consacré au pilote automobile Enzo Ferrari qu'il fait un retour remarqué. Sur le film est entouré de l'actrice espagnole Penélope Cruz et Shailene Woodley. Le film est à destination de la plateforme Amazon.
En 2024, il revient en compétition officielle au Festival de Cannes présenter la fable futuriste Mégalopolis de Francis Ford Coppola aux côtés de Aubrey Plaza, Shia LaBeouf, et Jon Voight. D'abord considéré par la presse comme un sérieux prétendant à la Palme d'or en raison des deux victoires du réalisateur au sein du festival, le film reçoit un accueil glacial confirmé par des projections en salles calamiteuses et des critiques négatives. La même année il annonce par voie de presse qu'il retrouvera la scène Off-Broadway.

### Vie privée
Adam Driver épouse sa petite amie Joanne Tucker en juin 2013. Ils ont un fils et vivent ensemble à Brooklyn Heights.

## Filmographie

### Cinéma

#### Années 2010
- 2011 : J. Edgar de Clint Eastwood : Walter Lyle
- 2012 : Gayby de Jonathan Lisecki : Neil
- 2012 : Not Waving But Drowning de Devyn Waitt : Adam
- 2012 : Frances Ha de Noah Baumbach : Lev
- 2012 : Lincoln de Steven Spielberg : Samuel Beckwith
- 2013 : The River de Sam Handel : Joe
- 2013 : Bluebird de Lance Edmands : Walter
- 2013 : Inside Llewyn Davis de Joel et Ethan Coen : Al Cody
- 2013 : Et (beaucoup) plus si affinités (What If) de Michael Dowse : Allan
- 2014 : Tracks de John Curran : Rick Smolan
- 2014 : Hungry Hearts de Saverio Costanzo : Jude
- 2014 : C'est ici que l'on se quitte (This Is Where I Leave You) de Shawn Levy : Phillip Altman
- 2015 : While We're Young de Noah Baumbach : Jamie
- 2015 : Star Wars : Le Réveil de la Force (Star Wars: The Force Awakens) de J. J. Abrams : Kylo Ren (Ben Solo)
- 2016 : Midnight Special de Jeff Nichols : Paul Sevier
- 2016 : Paterson de Jim Jarmusch : Paterson
- 2016 : Silence de Martin Scorsese : le père Francisco Garupe
- 2017 : Logan Lucky de Steven Soderbergh : Clyde Logan
- 2017 : The Meyerowitz Stories de Noah Baumbach : Randy
- 2017 : Star Wars : Les Derniers Jedi (Star Wars: The Last Jedi) de Rian Johnson : Kylo Ren (Ben Solo)
- 2018 : L'Homme qui tua Don Quichotte (The Man Who Killed Don Quixote) de Terry Gilliam : Toby
- 2018 : BlacKkKlansman : J'ai infiltré le Ku Klux Klan (BlacKkKlansman) de Spike Lee : Flip Zimmerman
- 2019 : The Report de Scott Z. Burns : Daniel J. Jones
- 2019 : The Dead Don't Die de Jim Jarmusch : Ronald Peterson
- 2019 : Marriage Story de Noah Baumbach : Charlie Barber
- 2019 : Star Wars, épisode IX : L'Ascension de Skywalker (Star Wars: Episode IX – The Rise of Skywalker) de J. J. Abrams : Kylo Ren (Ben Solo)

#### Années 2020
- 2021 : Annette de Leos Carax : Henry McHenry
- 2021 : Le Dernier Duel (The Last Duel) de Ridley Scott : Jacques Le Gris
- 2021 : House of Gucci de Ridley Scott : Maurizio Gucci
- 2022 : White Noise de Noah Baumbach : Jack Gladney
- 2023 : 65 : La Terre d'avant (65) de Scott Beck et Bryan Woods : Mills
- 2023 : Ferrari de Michael Mann : Enzo Ferrari
- 2024 : Megalopolis de Francis Ford Coppola : Caesar Catilina
- 2025 : Father, Mother, Sister, Brother de Jim Jarmusch
- 2025 : The Carnival at the End of Days de Terry Gilliam
- Prochainement : Paper Tiger de James Gray

### Télévision
- 2010 : The Unusuals (série télévisée) : Will Slansky
- 2010 : The Wonderful Maladys (série télévisée) : Zed
- 2010 : New York, police judiciaire (Law & Order) (série télévisée) (saison 20, épisode 15) : Robby Vickery
- 2010 : La Vérité sur Jack (You Don't Know Jack) (téléfilm) de Barry Levinson : Glen Stetson
- 2012 : New York, unité spéciale (Law & Order : Special Victims Unit) (série télévisée) (saison 13, épisode 11) : Jason Roberts
- 2012-2016 : Girls (série télévisée) : Adam Sackler
- 2015 : Les Simpson (The Simpsons) (série télévisée), épisode Every Man's Dream : Adam Sackler (voix)
- 2017 : Bob's Burgers (série télévisée), épisodes The Bleakening : l'artiste Art (voix)

### Courts métrages
- 2010 : Archangel : Un homme
- 2010 : Goldstar, Ohio : Jared Rock
- 2011 : I'm Coming Over : Evan
- 2013 : The River : Joe

## Voix francophones
À ses débuts, plusieurs comédiens se sont succédé pour doubler Adam Driver en France. Ainsi, si Jérôme Rebbot le double à deux reprises dans Tracks et  Hungry Hearts, il est doublé à titre exceptionnel par Valéry Schatz dans New York, police judiciaire, Fabien Jacquelin dans Girls, Bryan Polach dans Inside Llewyn Davis, Sébastien Hébrant dans Frances Ha, Raphaël Cohen dans C'est ici que l'on se quitte et par Pierre Lognay dans While We're Young.
Depuis 2015, Valentin Merlet le double dans la quasi-totalité de ses apparitions. Il le double notamment dans la troisième trilogie de Star Wars, Midnight Special, Silence, L'Homme qui tua Don Quichotte, BlacKkKlansman : J'ai infiltré le Ku Klux Klan, Marriage Story, Le Dernier Duel, House of Gucci ou encore Ferrari. En parallèle, il est doublé par Félicien Juttner dans Paterson et Megalopolis. Arnaud Léonard le double dans Logan Lucky tandis que Valéry Schatz le retrouve dans The Report.
Au Québec, Christian Perrault et Adrien Bletton sont les voix régulières en alternance de l'acteur. Christian Perrault le doublant notamment dans la trilogie Star Wars et Le Dernier Duel, et Adrien Bletton dans Silence, Opération infiltration ou encore La Saga Gucci. À titre exceptionnel, Nicholas Savard L'Herbier est sa voix dans Et si jamais tandis que Martin Watier le double dans Le Destin des Logan.